# Esad Dzudzevic
Esad Džudžević, född 1958 i Tutin är ledamot av det serbiska parlamentet. Džudžević tog examen vid universitetet i Belgrad.